# Bataille de Monterrey
Guerre américano-mexicaine
Batailles
Opérations le long du Río Grande
- Fort Texas
- Palo Alto
- Resaca de la Palma

La révolte de Taos
- Cañada
- Mora
- Embudo Pass
- Pueblo de Taos

Campagne de Californie
- Santa Fe
- San Pasqual
- Rio San Gabriel
- La Mesa

Campagne du Nord de Taylor
- Monterrey
- Buena Vista

Campagne de Scott
- Veracruz
- Cerro Gordo
- Contreras
- Churubusco
- Molino del Rey
- Chapultepec
- Mexico

Siège de Puebla
- Siège de Puebla
- Bataille de Huamantla

Campagne de la côte Pacifique
- Guaymas
- Mulege
- Punta Sombrero
- Mazatlán
- La Paz
- Palos Prietos et Urias
- San José del Cabo
- Siège de La Paz
- Affaire à Guaymas
- San Blas
- Manzanillo
- San José del Cabo
- Cochorio
- Bocachicacampo
- Todos Santos

La bataille de Monterrey se déroule du 21 au 23 septembre 1846 durant la guerre américano-mexicaine. Elle oppose le général Pedro de Ampudia, commandant l'Armée mexicaine du Nord, aux troupes américaines commandées par le général Zachary Taylor. Elle a lieu devant la ville forteresse de Monterrey où Ampudia a décidé de stopper l'avance des troupes américaines mais il est contraint d'abandonner la ville et n'obtient qu'un armistice de deux mois.

## Retraite et désobéissance
Après les défaites de Fort Texas, Palo Alto et du Resaca de la Palma, l'Armée du Nord mexicaine sonne la retraite afin de se réorganiser avant d'engager à nouveau les forces américaines du général Taylor qui semblent invincibles. Près de la vieille ville forteresse de Monterrey, le général Pedro de Ampudia reçoit l'ordre de Santa Anna de sonner la retraite jusqu'à la ville de Saltillo où il devra établir une ligne défensive. Mais Ampudia est assoiffé de victoire et conscient que ses hommes sont au bord de la mutinerie à force d'être contraint de faire retraite, il choisit d'ignorer les ordres et de tenir Monterrey. Cette bataille est la première à laquelle participeront les volontaires américano-irlandais pour le Mexique, les San Patricios, en tant qu'unité d'artillerie contre les troupes américaines.

## Forte résistance
Durant trois jours, les forces américaines tentent de prendre la ville sans succès. Une forte résistance mexicaine cause des pertes considérables dans les rangs américains et l'artillerie américaine est incapable de percer les murs des nombreuses forteresses et fortifications qui se trouvent face à elle.
Au troisième jour, la Division des Texas Ranger ainsi qu'une division d'infanterie sous le commandement du général William J. Worth prennent quatre collines à l'Ouest de la ville. Elles sont immédiatement occupées par des canons lourds qui déciment les troupes mexicaines fuyant les collines. Une diversion qui permet aux divisions américaines de pénétrer dans la ville par l'ouest et l'est.

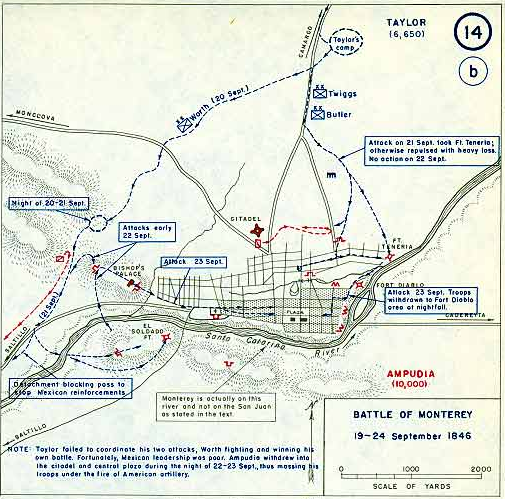
Plan de la bataille de Monterrey.

Il s'ensuit un corps à corps au cœur des murailles de la cité. Les Texas Rangers montrent aux Américains un nouveau truc : la guérilla urbaine. Ils envoient des obus incendiaires dans une maison tenue par des soldats mexicains les forçant ainsi à sortir. Alors que l'obus ne cause que des blessures légères, le feu force les mexicains à sauter par les fenêtres. L'armée mexicaine se regroupe sur la place de Monterrey où ils sont bombardés par les obusiers ennemis. Le général Ampudia se décide alors à négocier. Taylor, alors toujours face à un ennemi supérieur en nombre, en territoire ennemi, négocie un armistice de deux mois en échange de la reddition de la cité.

## Taylor vilipendé
L'armistice signé par Taylor et Ampudia aura des effets majeurs sur la suite de la guerre. Taylor est vilipendé par Washington, où le président James K. Polk affirme que l'US Army n'a aucun droit de négocier quelque trêve que ce soit, elle n'a que le  droit de « tuer l'ennemi » (« kill the enemy »). Qui plus est, les termes de l'armistice qui autorisent les forces d'Ampudia à faire retraite avec toutes leurs armes et les honneurs, sont vus comme stupides et à courte-vue par les observateurs américains.
D'autres pensent qu'Ampudia a en fait semé les graines de la défaite du Mexique à Monterrey. Nombre de soldats mexicains sont désabusés par la guerre. Dans une place forte, avec des provisions, des munitions et des armes en quantité, une armée de 12 000 hommes a tenu en échec l'armée américaine pour finalement devoir se rendre sous les coups de l'artillerie lourde américaine.